# Schloss Gissbach

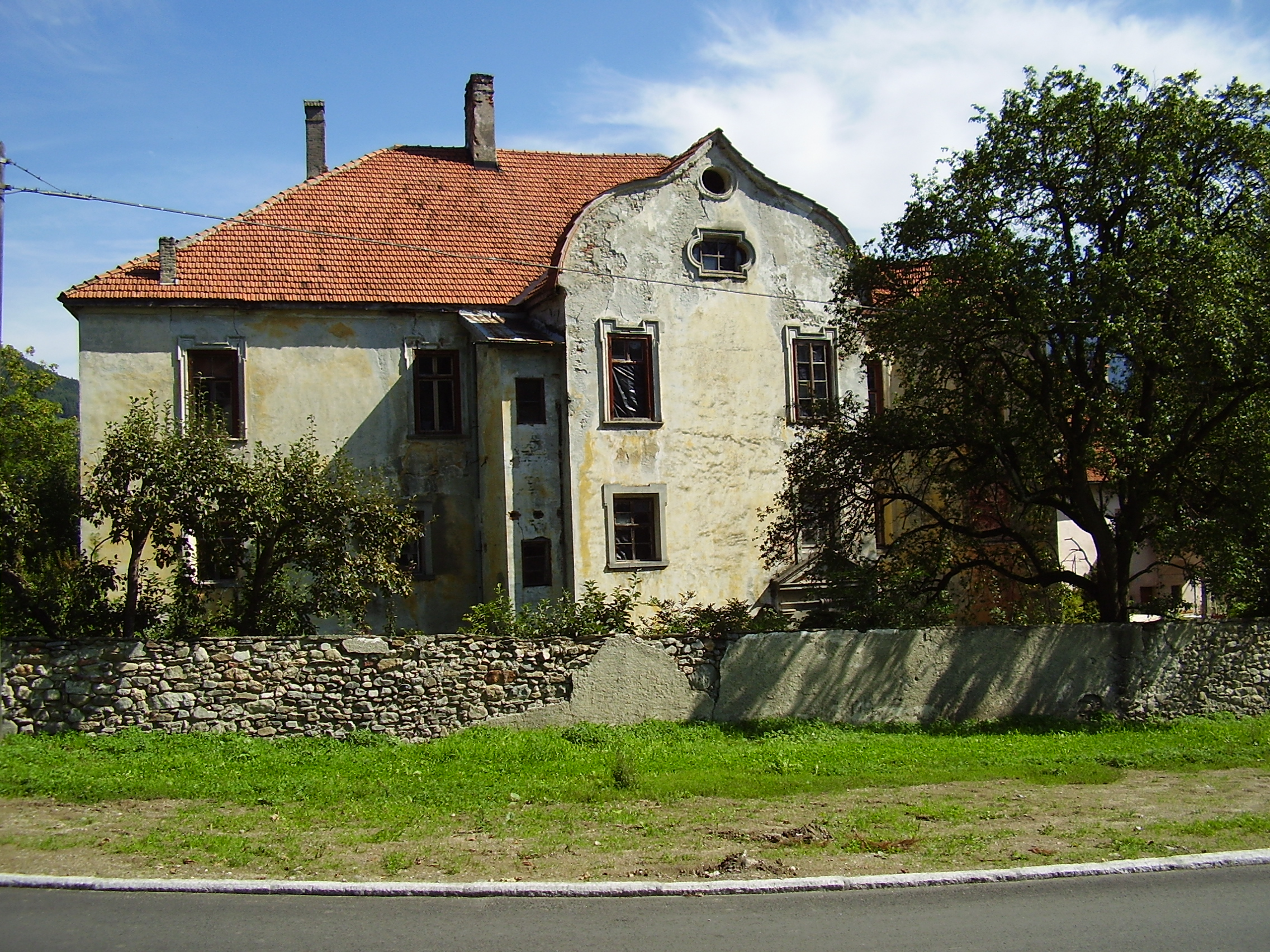
Schloss Gissbach (2009)

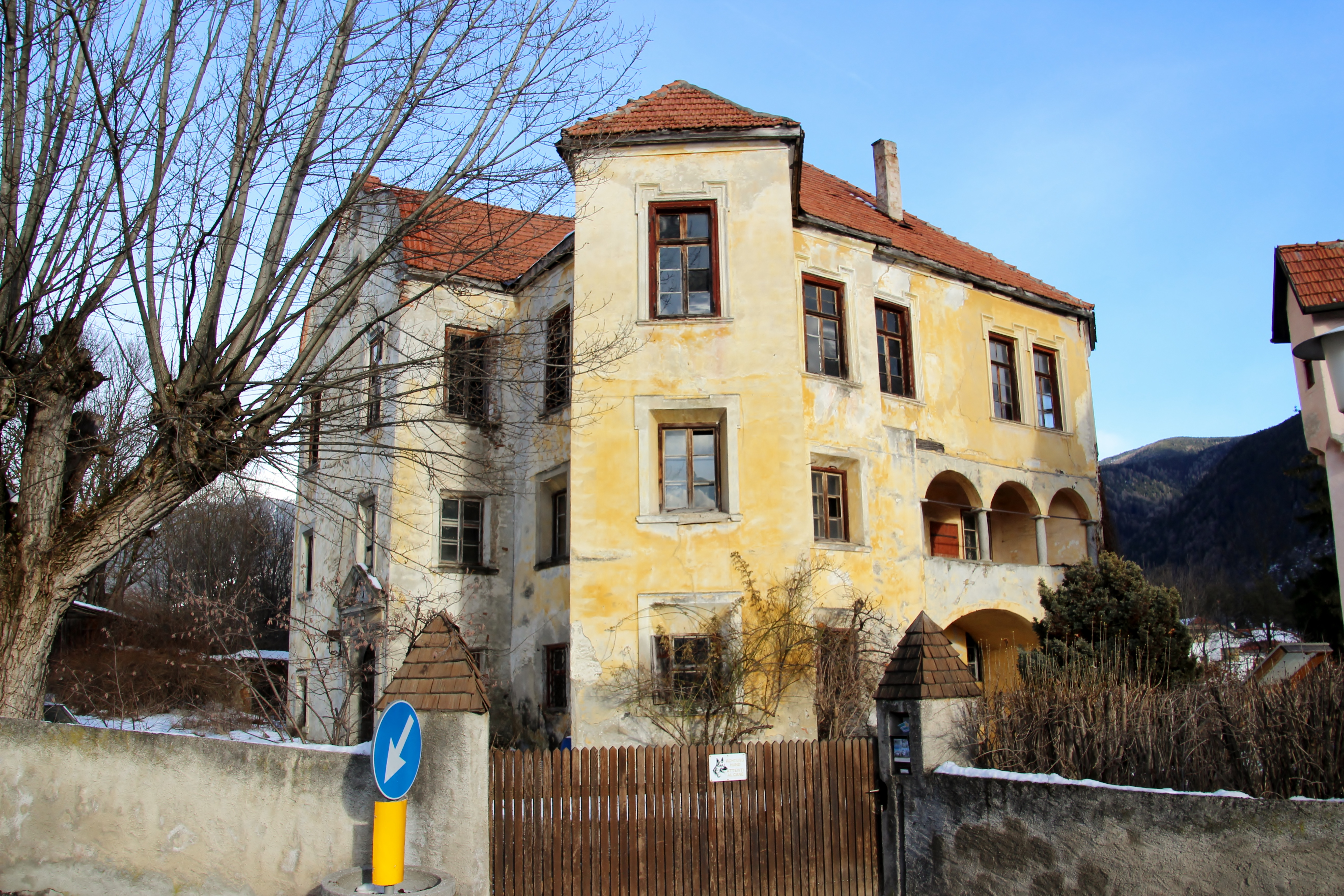
Straßenzugang zum Ansitz im Südwesten mit Blick auf Eckturm und Arkadengang

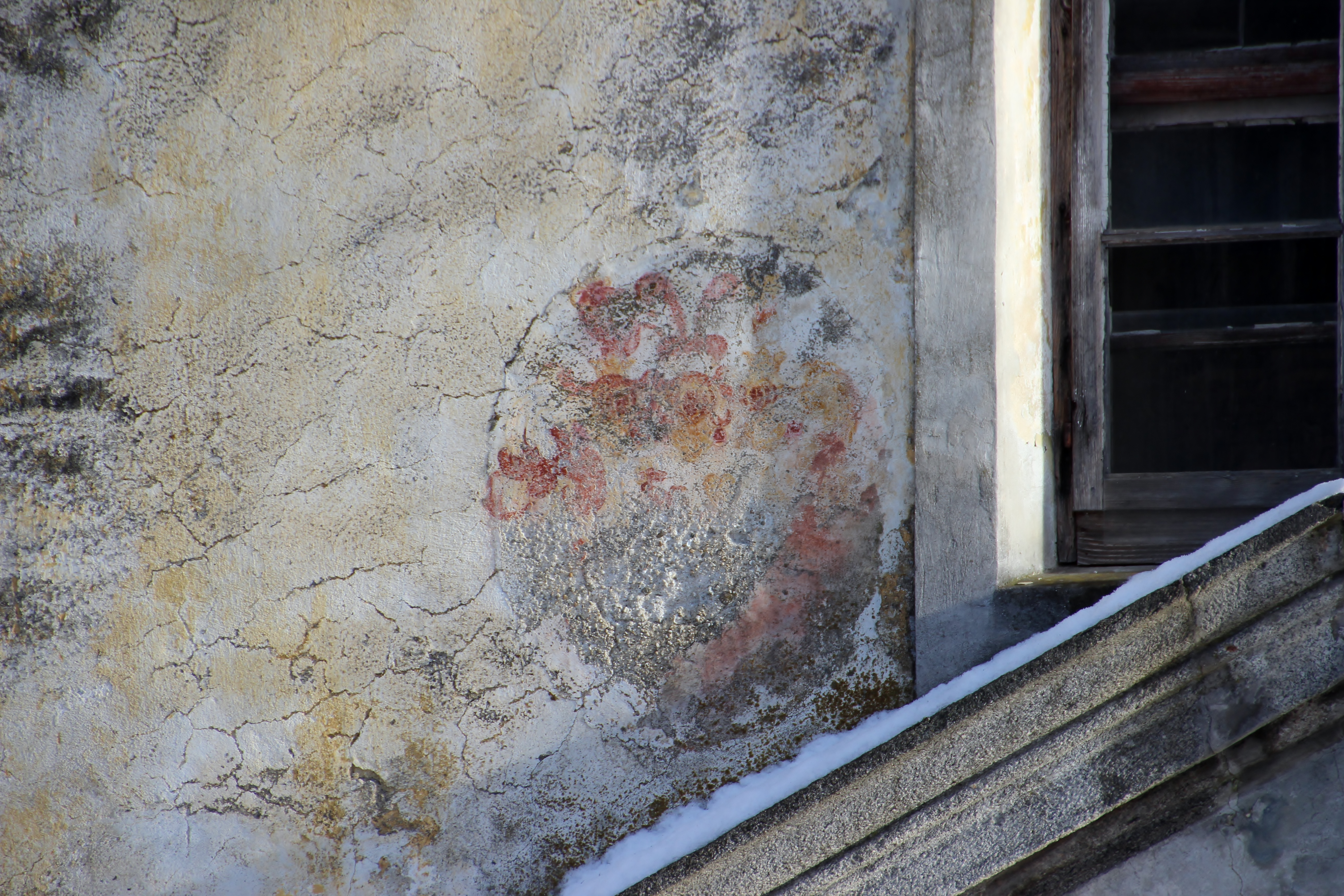
Freskenmalerei an der Westfassade

Schloss Gissbach, auch Gißbach oder Gießbach, ist ein Ansitz in St. Georgen in der Gemeinde Bruneck in Südtirol. Der burgähnliche Bau geht auf das Mittelalter zurück. Zum Ansitz Gissbach gehörten die Baurechte des Stainerhofes und das sogenannte Förberhaus, die beide seit hundert Jahren nicht mehr existieren. Das Anwesen steht unter Denkmalschutz.

## Geschichte
Das mehrgeschossige gotische Gebäude mit repräsentativen Charakter wurde im 13. Jhd. von der Familie Steiner gekauft und ist seit dem 14. und 15. Jhd. als Gispach bekannt. In der Mitte des 16. Jahrhunderts ging das Anwesen an die Familie von Troyer über, unter der das Gebäude erweitert, in den Bauformen der Renaissance und des frühen Barock umgebaut und zum Ansitz erhoben wurde. Während der Umbauarbeiten erhielt das dreistöckige Gebäude ein steingerahmtes Rundbogenportal mit Dreiecksgiebel, ein prächtiges Stiegenhaus mit geschwungenem Blendgiebel über dem vorspringenden Mittelrisalit sowie eine Kapelle mit Dachreiter. Die Ecken des Anwesens sind gequadert. Die Reste von Freskenmalereien an der Westfassade stammen von der Mitte des 17. Jhd. und zeigen u. a. Reste des Allianzwappens Troyer/Boymont-Payersberg. Auf der Südseite befindet sich im ersten Stock ein kleiner Arkadengang auf vier Säulen. Das jetzige Gebäude geht auf einen Umbau von 1542 zurück, den Christoph (I.) Troyer beauftragte. Cyriak (II.) Troyer war kaiserlicher Rat und oö. Regimentskanzler, 1671 wurde er durch Kaiser Leopold I. in den Freiherrenstand mit dem Attribut „von Troyer zu Gissbach und Strassfried, Freiherren von Troyenstein“ erhoben.
1696 versah der Kaiser den Burgfrieden Gissbach mit der niederen Gerichtsbarkeit und verlieh die dazugehörigen Rechte an Franz Anton von Troyer zu Gispach. 1697 wurde Franz Anton von Troyer durch den Kaiser in den Grafenstand erhoben. Bis Anfang 1800 waren die Troyer auf Gissbach.
1814 kaufte Franz Stiffler Schloss Gissbach und Ansitz Grembsen und die Freihöfe kamen in bürgerlichen Besitz. In dieser Zeit wohnten dort mehr als fünf Familien. 1859 kaufte Andrä Harrasser das Anwesen. Für den Ansitz bürgerte sich jetzt die Bezeichnung „Herrenhaus“ ein. 1876 wurde Gissbach an Andrä und Anna Kofler, geborene Piffrader, verkauft. 1908 erwarb Johann Rudiferia, Kunstmaler in St. Lorenzen, das Anwesen und verkaufte es 1918 an Rudolf Heim und Gräfin Collioud Ghetaldi, welche anschließend Graf Giovanni von Attems zu Petzenstein ehelichte. Deren Tochter verkaufte Schloss Gissbach 1948 an den Industriellen Walde Hermann.